# Lista över insjöar i Lycksele kommun
Detta är en lista över sjöar i Lycksele kommun baserad på sjöns utloppskoordinat. Listan är av tekniska skäl uppdelad på flera listor.

## Listor
- Lista över insjöar i Lycksele kommun (1-1000)
- Lista över insjöar i Lycksele kommun (1001-)